# Olympische Sommerspiele 2004/Teilnehmer (San Marino)
| Gelbes Symbol für Goldmedaillen mit stilisierten Olympischen Ringen | Graues Symbol für Silbermedaillen mit stilisierten Olympischen Ringen | Braundes Symbol für Bronzemedaillen mit stilisierten Olympischen Ringen |
| ------------------------------------------------------------------- | --------------------------------------------------------------------- | ----------------------------------------------------------------------- |
| —                                                                   | —                                                                     | —                                                                       |

San Marino nahm an den Olympischen Sommerspielen 2004 in der griechischen Hauptstadt Athen mit fünf Sportlern (einer Frau und vier Männern) teil.
Seit 1960 war es die elfte Teilnahme San Marinos bei Olympischen Sommerspielen.

## Flaggenträger
Der Schwimmer Diego Mularoni trug die Flagge San Marinos während der Eröffnungsfeier im Olympiastadion.

## Teilnehmer nach Sportarten

### Leichtathletik
- Gian Nicola Berardi
100 Meter: Vorläufe

### Schießen
- Francesco Amici
Trap: 7. Platz

- Emanuela Felici
Frauen, Trap: 7. Platz

### Schwimmen
- Diego Mularoni
200 Meter Freistil: 56. Platz

- Emanuele Nicolini
400 Meter Freistil: 42. Platz